# رينر بانهام
بيتر رينر بانهام عضوًا في المعهد الملكي للمعماريين البريطانيين (هون فريبا) (2 مارس 1922 - 19 مارس 1988) كان ناقدا وكاتبا معماريا إنجليزيا, اشتهر بأطروحته النظرية والتصميم في عصر الآلة الأول (1960) وبكتابه عام 1971 لوس أنجلوس: The Architecture of Four Ecologies. في الأخير، صنف تجربة لوس أنجلوس إلى أربعة نماذج بيئية (ضواحي, تلال, سهول Id ويوتوبيا) واستكشف الثقافات المعمارية المتميزة لكلَا منهم. كان زائرًا متكررًا للولايات المتحدة من أوائل 1960s ، وانتقل إلى هناك في عام 1976.

## النشأة والتعليم
[بيتر] ولد رينر بانهام في نورتش بإنجلترا, ابويه بيرسي بانهام مهندس غاز وفيوليت فرانسيس مود رينر. تلقى تعليمه في مدرسة نورتش وحصل على منحة دراسية هندسية مع شركة بريستول للطائرات، حيث أمضى معظم الحرب العالمية الثانية فيها، ألقى محاضرات فنية في نورتش وكتب مراجعات للصحيفة المحلية وشارك في مسرح مادرماركت. في عام 1949 التحق بانهام بمعهد كورتولد للفنون في لندن حيث درس تحت إشراف أنتوني بلانت وسيجفريد جيديون ونيكولاس بيفسنر. دعا بيفسنر الذي كان مشرفه على رسالة الدكتوراه بانهام لدراسة تاريخ العمارة الحديثة بعد عمله "رواد الحركة الحديثة" (1936).

## المهنة
بعد أن كتب سابقا مراجعات منتظمة لمعرض مجلة أرت ريفيو التي اطلق عليها فيما بعد ارت نيوز اند ريفيو, بدأ بانهام العمل في أركيتكتشرال ريفيو في عام 1952. لا سيما في عددها الصادر في ديسمبر 1955، ساهم بانهام بمقال بعنوان "الوحشية الجديدة", سعى فيها إلى تعريف الوحشية الجديدة من الناحية الفنية. أصبحت فرضياته من المواضيع التي تمت مناقشتها على نطاق واسع بين أعضاء الفريق X والمجموعات الأخرى المشاركة في التخطيط العمراني في ذلك الوقت. كان لبانهام أيضا صلات بالمجموعة المستقلة، و المعرض الفني لعام 1956 This Is Tomorrow -الذي يعتبره الكثيرون ولادة فن البوب -, وأسس العمارة الوحشية التي وثقها في كتابه عام 1966 الوحشية الجديدة: الأخلاق أم الجمالية?. قبل ذلك، في اطروحته النظرية والتصميم في عصر الآلة الأول، كان قد تجاوز نظريات معلمه بيفسنر الرئيسية وربط الحداثة بالهياكل المبنية التي كانت فيها نظرية 'الوظيفية" تخضع بالفعل للهياكل الرسمية. كتب في وقت لاحق دليل العمارة الحديثة (1962 ، أطلق عليها فيما بعد عصر الماجستير، نظرة شخصية حول الهندسة المعمارية الحديثة). تنبأ بانهام ب "عصر ثاني" للآلة والنزعة الاستهلاكية . تتبع "بنية البيئة المتزنة"(1969) مكينة جيديون التي تتولى القيادة (1948)، مما يضع تطوير التقنيات مثل الطاقة الكهربائية ومكيف الهواء متقدمة على حساب الهياكل الكلاسيكي. وجد كل من سيدريك برايس، بيتر كوك، ومجموعة Archigram في 1960,أن هذه ساحة لاستيعاب الأفكار.
أثر عليه التفكير الأخضر (لوس أنجلوس: The Architecture of Four Ecologies) ثم صدمة النفط عام 1973. كان " ما بعد الحداثة " بالنسبة له صعب وتطور ليصبح ضمير العمارة البريطانية بعد الحرب. لقد انفصل عنالشكليات اليوتوبيا والتقنية. مشاهد في أمريكا ديزرتا (1982) تتحدث عن المساحات المفتوحة وتوقعه لمستقبل "حديث". في كتاب أتلانتس كونكريت: المبنى الصناعي الأمريكي والعمارة الأوروبية الحديثة، 1900-1925 (1986) أظهر بانهام تأثير رافعة الحبوب الأمريكية ومصانع "ضوء النهار" على باوهاوس وغيرها من المشاريع الحداثية في أوروبا.
كان بنهام صحفيًا غزير الإنتاج (حوالي 750 مقالة)،  داخل وخارج الصحافة المعمارية، بما في ذلك مقالات منتظمة في نيو ستيتسمان (1958-1963) ونيو سوسايتي (1966-1988). تم جمع مختارات من مقالاته الصحفية في التصميم حسب الاختيار، حررها بيني سبارك وكتابات نقدية (التي تتضمن ببليوغرافيا كاملة)، حررتها زوجته ماري بانهام وآخرون. 

### التدريس
درّس بانهام في كلية بارتليت للهندسة المعمارية، كلية لندن الجامعية (1964-1976) وجامعة ولاية نيويورك (SUNY) بافالو (1976 إلى 1980)،  وخلال عقد الثمانينيات في جامعة كاليفورنيا ، سانتا كروز. تم تعيينه أستاذًا لتاريخ الهندسة المعمارية في معهد الفنون الجميلة بجامعة نيويورك قبل وفاته بفترة وجيزة، لكنه لم يدرّس هناك أبدًا. أقر بارتليت في عام 2014 وضع منصبًا لتعيين رينر بانهام أستاذ التاريخ والنظرية المعمارية. 

## الجوائز والتكريمات
ظهر في الفيلم الوثائقي القصير رينر بانهام يحب لوس أنجلوس؛ في كتابه عن لوس أنجلوس، قال بانهام إنه تعلم القيادة حتى يتمكن من قراءة المدينة على الحقيقة.
حصل في عام 1988 على جائزة السير ميشا بلاك وأُضيفت إلى كلية الحائزين على الميداليات. 

## النقد
نشر في عام 2003، نايجل وايتلي سيرة ذاتية نقدية لبانهام، رينر بانهام: مؤرخ المستقبل القريب،  حيث قدم نظرة عامة متعمقة عن أعمال بانهام وأفكاره.

## قائمة المراجع
- النظرية والتصميم في عصر الالة الأول. Praeger. 1960. Theory and Design in the First Machine Age (ط. Second). Praeger. 1967. مؤرشف من الأصل في 2021-05-25.
- دليل العمارة الحديثة. Architectural Press. 1962. ISBN:978-0-85139-261-5.
- "الوحشية الجديدة". The Architectural Review. 1955.
- الوحشية الجديدة. Architectural Press. 1966.
- عمارة البيئة الجيدة. Architectural Press. 1969. ISBN:978-0-85139-073-4. مؤرشف من الأصل في 2021-05-25. عمارة البيئة الجيدة (ط. Second, revised). Architectural Press. 1984. ISBN:978-0-85139-749-8.
- لوس انجلوس: عمارة الإيكولوجيات الأربعة. Harper and Row. 1971. ISBN:978-0-7139-0209-9.
- البنية الضخمة. Thames and Hudson. 1976.
- مناظر في صحاري أمريكا. Thames and Hudson. 1982. ISBN:978-0-500-01292-5.
- خرسانة أتلانتس: مبنى صناعي أمريكي وعمارة أوروبية حديثة. MIT Press. 1989. ISBN:978-0-262-52124-6.
- الصقور والحمامات والرحلات الجوية الفاخرة. Wilson Quarterly vol. 3, no. 1, 1979, pp. 128–34. online
- “الوحشية الجديدة.” October, vol. 136, 2011, pp. 19–28. online

## روابط خارجية
- Julian Cooper (director), Malcolm Brown (producer) (1972). رينر بانهام يحب لوس انجلوس. BBC. OCLC:748594258. مؤرشف من الأصل في 2022-12-24. اطلع عليه بتاريخ 2013-08-31. 52 minute episode from the BBC series One pair of eyes. Banham narrates a video tour of Los Angeles; the program incorporates interviews with authors [[Henry Miller]] and [[Norman Mailer]], among others.
- "اعتذار رينر بانهام غير المبرر". solarhousehistory.com. مؤرشف من الأصل في 2022-12-24.
- "رينر بانهام على التدفئة الشمسية". solarhousehistory.com. مؤرشف من الأصل في 2022-12-25.
- اوراق رينر بانهام at the Getty Research Institute